# 바이스톤 웰
바이스톤 웰 (Byston Well)이란, TV 애니메이션 "성전사 단바인", 소설 "린의 날개", "오라 배틀러 전기", "가제의 날개" 등, 토미노 요시유키의 일련의 작품 군에 등장하는 가공의 이세계.
'육지와 바다 사이에 있는, 윤회하는 혼의 휴식과 수련의 땅'이라고 한다.
오라력이라는 생체 에너지에 의해 유지되고 있다.
바이스톤 웰에 대비해서, 우리들의 세계는 '지상' 또는 '지상계'라고 불린다.

## 세계
바이스톤 웰의 세계는 3가지로 크게 구분된다. 또한 각각의 세계가 다시 세 가지로 분류된다.
워 란돈
하늘에 떠 있는 바다. 바다 그 자체는 바이톤 웰의 오라력에 의해 지지되고 있다. 어패류도 살고 있지만, 주로 에 페라리오의 세계라고 할 수 있다. 오지, 인테란, 와라 카렌으로 나뉜다.
에 페라리오들은, 워 란돈에서 긴 시간을 보내며, 지혜의 탐구를 즐긴다. 따라서 이 세계의 거주자는 사색에 잠겨, 외부의 일에 간섭하지 않는 경향이 있다.
오지
워 란돈에서의 상위 세계. 인간의 잘 살고 싶다, 착한 행동을 하고 싶다는 욕구의 상징적 세계이기도 하다. 아래 세계에서 수행한 에 페라리오가, 높은 지식을 쌓았을 때, 이 세계로 승화한다고 한다.
일반적으로 말하는 천국은 아니고, 신과 같은 존재도 아니다. 이 세계의 의식이 구현화되어, 코몬 계에 영향을 끼치는 일이 전혀 없기 때문에, 존재만이 전설처럼 전해 내려올 뿐이다.
인테란
남자 페라리오가 사는 세계. 남성이 상위, 여성이 하위라는 의미는 아니고, 단지 남자 페라리오와 여자 페라리오가 떨어져 사는 이유일 뿐이다.
와라 카렌
여자 페라리오가 사는 세계. 이 세계가 워 란돈에서의 최하층으로, 말하자면 해저이다.
대부분의 페라리오는, 바깥 세계에 적극적으로 관련되는 것을 바라지 않는다. 하지만, 보기 드물게 바깥 세계에 흥미를 갖고, 세계의 경계를 넘어 버리는 사람도 나오는 일이 있다. 그러는 사람 중에 여자 페라리오가 많은 것은, 와라 카렌이 경계선에 가깝기 때문일지도 모른다.
코몬 계
바이스톤 웰의 세 세계의 가운데에 해당한다. 쿠스탕가, 코몬, 펜더 파일로 나뉜다.
지상과 닮은 세계로, 중세 유럽과 비슷하다. 주로 코몬인이 사는 세계지만 위의 세계에서 에 페라리오가, 아래 세계에서 가로우 랑이 오는 교차로가 되는 세계이기도 하다.
본래, 이 큰 세 세계의 경계를 넘는 것은 금기로 여겨지고 있고 평화로운 시대에는, 그 금기가 깨지는 일이 없었다.
쿠스탕가
쿠스탕가의 언덕, 혹은 쿠스탕가의 숲으로 불리는 세계로 폭풍의 벽이라고 불리는 폭풍우에 의해 바깥 세계와 차단되어 있다.
전설에서는, 이 쿠스탕가의 언덕에서 길을 잃은 사람은 두 번 다시 돌아올 수 없다고 한다.
이 세계는 주로, 미 페라리오가 거주하는 세계로, 미 페라리오는 쿠스탕가에서 피는 꽃에서 태어나 모아이라고 불리는 유모에 이해 자라난다.
미 페라리오는 여기서 수백 년을 보내고 에 페라리오가 되어 위의 와라 카렌에 오른다고 한다.
코몬
코몬인이라 불리는, 지상인과 다르지 않은 사람들이 사는 세계. 기술 레벨은 중세 유럽 레벨로 멈추어 있지만, 가스등이 일반화되어 있는 등, 문명 수준은 좀 더 높다. 그것은, 자연이 의도적으로 사람들에게 편리한 생활을 주고 있기 때문이다. 가까운 곳에서, 자연히 가스나 석유가 솟아나 사람들이 생활에 부자유를 느끼지 않는 것이다.
사람들은 기본적으로 온후하지만, 주기적으로 전란의 시대가 일어난다. 그것은 인간의 생리 현상처럼 여겨지고, 그 전란이 무기 기술의 발전에 기여하거나 하는 일은 없다.
펜더 파일
지하 세계 봅 레스와 코몬계를 있는 통로적인 세계. 쿠스탕가같이 분명한 경계선이 없이, 애매하게 되어 있다.
비유하자면, 범죄가 다발하는 도시 슬럼가의 중심부같은 곳이다. 여기서 지하 세계인 툼과의 경계선도 애매해서, 정신 차리니 툼에서 헤메고 있는 경우도 있을 수 있다.
봅 레스
지하의 암흑 세계. 주로 가로우 랑이 산다. 툼, 네이저 랑, 놈으로 나뉜다.
개념상 코몬 계의 지하에 있다고 여겨지지만, 악의가 쌓이고 쌓여 결계를 만들어 낸 세계이다.
툼
틈이라는 발음에 가깝다.
봅 레스와 코몬의 경계를 짓는 통로 세계. 펜더 파일과의 세계의 경계는 명확치 않다.
펜더 파일 또은 툼이라고 말해질 정도로, 다른 세계라고 하기 보다, 하나의 세계의 일부분이 다르게 불리는 것인지도 모른다.
다만, 펜더 파일은 코몬 계의 빛이 미치는 범위라는 단절은 있다.
네이저 랑
지상에 있어서의 지옥의 이미지가 되는 세계.
여기에서, 가로우 랑은 방종하고 시기하며, 탐욕에 의해 골육 상잔과도 같은 삶을 보내고 있다고 한다.
놈
사람의 악의의 상징적 세계.
모든 악의가 응축된 세계로, 이 세계에 도달할 수 있었던 사람은 존재하지 않는다.
이 세계 최하층에 카 오스라는 존재가 있다고 한다. 혹은 이 세계 자체가 카 오스라고 할 수 있을지도 모른다.
카 오스는 오지처럼 세계에 대해 불간섭이 아니고, 오히려 간섭에 적극적으로, 가끔 지진파가 되어 코몬의 세계에까지 나타난다고 한다.
그 힘은 바이스톤 웰에 그치지 않고, 지상계까지 영향을 준다고 한다.

## 거주민
코몬
지상계의 인간과 매우 흡사한 외모를 가진 바이스톤 웰의 인간. 콤본 계의 주요 종족.
페라리오
요정과 같은 존재로, 미성숙한 미 페라리오와 성숙한 에 페라리오, 최상급인 치 페라리오가 있다.
미 페라리오는 키 약 30cm 정도에 잠자리 날개가 달린 페어리 같은 모습인 반면, 에 페라리오와 치 페라리오는 인간과 거의 차이를 느낄 수 없는 크기와 모습을 하고 있다.
가로우 랑
초인족인 신체 능력을 가진 어둠의 종족. 요술을 사용하는 자도 존재한다고 한다. 코몬 계에 사는 가로우 랑은 무법자로 악행을 일삼는 부류나 돈에 충성하며 스파이 활동 등에 종사하는 부류가 있다.
전체 모습은 인간과 비슷하나, 귀가 뾰족하다거나 팔이 길다거나 하는, 어딘가 뒤틀린 모습을 하고 있다.
지상인
지상계의 인간. 원래 바이스톤 웰에는 존재하지 않지만, 에 페라리오가 여는 오라 로드에 의해 소환된 자가 소수 존재한다. 강한 오라력을 가지고, 오라 머신을 조종할 수 있다.

## 생물
바이스톤 웰의 세계는 크게 3개로 나뉜다. 그리고 각각의 세계가 다시 3개로 나뉜다.
에츠 (エツ)
대나무 모양의 마디를 가진 막대 모양의 소형 갑각수.
극 중에서는 드레이크 루프트 및 로문 기븐이 지팡이로 쓰고 있으며, 평상시는 얌전하지만 손에서 놓으면 4장의 날개로 날 수 있다. 목을 잡히면 직립하는 습성이 있는지도 모른다.
풀어 줘도 꼭 원래 있던 곳으로 돌아 오고, 간단한 말이라면 전언도 가능하므로, 의외로 지능은 높다.
이름의 유래는 つえ (츠에 = 지팡이)를 반대로 읽은 것.
에루가 (エルーガ)
성전사 단바인 24화에 등장.
모양이 약간 다른 것 외에는 지상의 개구리와 똑같으며, 크기도 참개구리 정도이다.
목도리 모양의 지느러미와 이마의 뿔, 그리고 개구리가 되기 직전의 올챙이처럼 꼬리를 갖고 있다.
가타 (ガッター)
고도가 낮은 삼림 지대에 서식하는 갑각수. 몸길이 8~15 메트로 큰 것은 25 메트까지도 된다. 체중은 14 ~ 43 루프톤.
육식으로, 즈바이그를 주식으로 하고 있지만, 굶주렸을 때는 인간도 덮친다고 한다.
텃세가 강하고, 무리를 이루는 일은 거의 없다.
그 껍데기는 매우 딱딱해서, 오라 머신, 특히 드라믈로의 장갑으로 흔히 사용되었다.
개체수가 많고 식용으로도 사용할 수 있었기 때문에, 오라 머신 동란 시대에 가장 많이 포획된 강수이다.
이야기 처음에, 라스와우에서 드레이크가 쇼 등 성전사들을 백성에게 피로하는 환영회에서 투기장에 난입하는 듯한 연출로 등장하였다.
이 가타는 생포해 놓은 것을 풀어놓은 것으로, 드라믈로에 탄 번 바닝스가 목의 연약한 부위를 꿰뚫어 일격에 격파하고 드레이크에 대한 충성을 다짐하여 백성들의 사기를 드높이는데 이용되었다.
일부 문서에는 가다 (ガッダー)라고 표기되어 있는 경우도 있다.
키마이 라그 (キマイ・ラグ)
몸 높이 약 7메트의 강수.
바이스톤 웰 전토에 넓게 분포하고 있으며, 아 나라에서는 카라카라 산악지대의 그린 포그 등지에 서식하고 있는 것 같다.
오라 머신의 장갑이나 오라 마르스 (근육 섬유)의 재료로 귀중히 여겨지는데, 특히, 갑각은 연마를 통해 매직 미러와 같은 효과를 얻을 수 있기 때문에, 오라 배틀러의 캐노피 부분의 제조에는 빠뜨릴 수 없는 존재였다. 다만 경도 자체는 다른 갑각류에 비해 낮다고 한다.
또한, 등의 날개도 오라 배틀러의 방향타로서 이용되고 있고 넓적다리 부분은 식용으로, 발톱은 장식품으로 등 버릴 곳이 거의 없어, 오라 머신 동란 시대에는, 매우 남획된 강수이다.
머리 부분이 단바인과 닮아 있는 것은, 그 반대로, 키마이 라그의 머리 부분을 간이 가공해서, 단바인의 머리 부분을 만들었기 때문이다. 단바인이라고 하는 기체가 정말로 일단 만들어 놓고 보자는 기체인 것을 알 수 있다.
이름의 유래는 그리스 신화에 나오는 괴수 '키마이라'인 듯 하다.
갸라우 (ギャラウー)
몸길이 27~50 메트의 최대형 맹금류. 체중 40 ~ 80 루프톤. 그 사이즈는, 단바인에 등장한 강수 중에서 최대로, 오라 배틀러마저 삼킬 수 있을 것 같은 크기이다.
드레이크 령 안의 포그 존 등지에 서식하며 먹이를 잡기 위한 거대한 발톱은 오라 쉽이나 윙 캘리버의 착륙 다리로 이용된다.
주식은 유니콘이지만, 때로는 코몬이나 페라리오를 덮치는 일이 있다.
니 기븐에게 발끈해서 젤러나를 뛰쳐나간 킨 키스를 잡아 먹으려고 달려들었다. 단바인에 탄 쇼가 간신히 격퇴하지만, 킨은 큰 부상을 입고 젤러나 대와 헤어져 한동안 요양하게 된다.
게슈탈 (ゲシュタル)
육상 생활을 하는 강장 동물로 게슈탈 골짜기라는 황무지의 바위 등에 착생한다. 외관은 지상계의 말미잘과 비슷하며 몸길이보다 긴 무수한 촉수로 먹이를 잡는다.
즈바다 (ズバダ)
성전사 단바인 19화에 등장.
지상계에서 멸종된 도도 새를 닮은 거조. 몸길이 5 ~ 9 메트, 체중 10 ~ 27 루프톤.
주 서식지는 본야 산으로 날카로운 발톱과 부리를 가지고 있지만 날개는 퇴화해 날 수는 없다.
극중, 파트푸트 함므와 엘레 함므 모녀를 뒤쫓고 있었지만, 지상에서 돌아온 쇼 자마의 단바인에 의해 격퇴 당했기 때문에 두 명을 먹이로 보고 뒤쫓고 있었는지, 아니면 세력권에서 내쫓으려 하고 있었는지는 불명.
참이 그 존재를 알고 있고, 그걸 봄으로써 바이스톤 웰에 돌아온 것을 인식하는 부분을 보면, 꽤 메이저한 생물인지도 모른다.
즈바이크 (ズバイグ)
본야 산지에 서식하는 거대한 육상 거북. 몸길이 6 ~ 10 메트, 체중 20 ~ 35 루프톤.
지상계의 거북 못지 않게 성격은 온후하고 동작도 게을러서 쉽게 붙잡을 수 있지만, 그 특이한 형상을 한 껍질은 딱딱해서 가공이 어렵기 때문에 오라 머신의 재료로는 사용되지 않는다.
니카 (ニカ)
살아있는 핸드백으로 이용되는 소형 유대류. 제 4화에서 리믈 루프트가 신형 오라 증폭기의 설계도를 이것에 넣어 니 기븐에게 전달하려고 했다.
반딧불 (요정 반딧불)
지상계에도 서식하는 곤충의 일종이지만, 바이스톤 웰의 반딧불은 더욱 강한 빛을 발한다. 또한 종류에 따라 발광하는 빛의 색이 다르기 때문에 이것을 병이나 캡슐 등에 포장 휴대하다가 필요시 신호탄과 같은 통신 수단으로 사용하기도 한다. 형광 도료의 원료로도 쓰인다.
참 화우는 이 반딧불을 불러 모아서 신호용으로 사용하는 재주를 가지고 있는데, 이것이 미 페라리오라면 누구나 할 수 있는 종족 특성인지 참 화우만의 능력인지는 불명.
본레스 (ボンレス)
마운틴 본레스에 서식하는 야행성 연체 동물로 나무에 잠복, 활강하면서 8 개의 촉수로 먹이에 달라 붙어 흡반 모양의 입에서 체액을 흡입하기 때문에 흡혈 짐승이라고도 불린다.
위험한 생물이지만 식용으로 이용하는 것도 가능하고, 제 4화에서 라스 와우를 탈출한 쇼 자마가 제라나에서 먹은 것도 본레스의 고기이다.
눈알 벌레 (目玉虫)
인간의 안구를 닮은 머리 (감각 기관이라고 한다)를 가진 극피 동물로 바이스톤 웰에서도 희귀한 생물. 몸길이 1 ~ 2 메트.
레드 자트라는 '폭풍의 구슬'의 사막에 많이 서식하고 있으며, 외형은 그로테스크하지만 위험은 별로 없다.
유니콘 우 (ユニコン・ウー)
강건한 사지와 이마에 1개의 뿔을 가진 지상의 말을 닮은 생물. 바이스톤 웰에서 가장 흔한 이동 수단이며, 군마로 널리 사용되고있다. 또한 바이스톤 웰에는 지상의 말과 전혀 다르지 않는 외관을 가진 생물도 존재하지만 개체수가 적은 것인지 유니콘처럼 자주 볼 수 있는 것은 아니다.
제 8화에서 농사에 사역되고 있던 농경용 유니콘은 보통 종에 비해 사지가 짧은 체형에 통통한 걸로 봐서 품종 개량 된 것으로 보인다 (설정화의 명칭은 '농경용 유니코온'으로, 유니콘이 아니라 유니코온이라고 쓰여져있다).
루구우
이 공간 '폭풍의 구슬. 내부에 있는 레드 자트에 서식하는 공수. 몸길이 32 ~ 45 메트, 체중 39 ~ 52 루프톤.
성격은 매우 흉포하고 움직이는 것은 무엇이든 먹는 것으로 알려져 있지만, 극중에서는 가로우 랑의 두목인 신도로 짐므에게 길들여진 상태였다.
지상의 땅돼지를 연상시키는 길쭉한 머리가 특징으로, 길게 뻗을 수 있는 강인한 혀로 사냥감을 사로잡는다. 또한 전신의 외피는 탄력 있는 고무질 형상으로 되어있어 통상의 검에 의한 물리 공격은 거의 효과가 없기 때문에 토드 기네스는 비아레스 칼에 오라력을 집중시켜 무찔렀다.
드라우겐 (ドラウゲン)
드래곤과 닮은, 신성시되는 동물. 발톱과 날개를 가지고, 키가 크고, 몸은 굵은 구렁이의 모습과 아주 닮았고, 가죽은 어떤 색이 되었든 풍부한 빛을 잃지 않는다고 한다. 이마에 뿔을 하나 가지고 있다는 점에서 드래곤과 다르다.
흰 드라우겐은 평화와 지혜를 대표하는 것으로 여겨지며, 나 나라의 여왕 근위 기사단의 문장으로 쓰인다.
검은 드라우겐은 무질서와 힘을 대표하는 것으로 여겨지며, 이 힘을 해방한 자는 패왕이 되지만 나라는 멸망하고 영혼은 카오스로 끌려간다고 한다.
PS1 게임 '성전사 단바인 성전사 전설'에서는, 오라 배틀러가 없는 리 나라의 기사들이 가로우 랑과 싸우기 위해 타는 강수로 나오는데, 드라우겐을 훈련시켜 군용으로 갑옷을 입힌 것을 팬저 드라겐이라고 부른다.
오라 머신 없이 팬저 드라겐으로만 게임을 진행하면 무리로부터 핍박받는 하얀 드라겐을 구해주게 되며, 그대로 오라 머신 없이 계속 진행하면 마침내 하얀 드라겐을 탈 수 있게 된다.
이는 오라 머신이라는 악한 물건의 도움 없이 바이스톤 웰을 구하는 '진 엔딩'으로 가는 필수 루트이기도 하다.